# Зорова поезія
Зорова (візуальна) поезія, поезомалярство, поезографія — мистецький вид, що поєднує літературну (текстову) й зорову (графічну) форми твору в одне естетичне ціле. Зорові елементи можуть включати графіку, живопис, декоративно-прикладне мистецтво, архітектуру, математичні знаки тощо.Термін зорова поезія з'явився десь у ХІХ ст.
Особливість зорової поезії полягає в тому, що зовнішня зорова форма тексту не лише передає усну звукову форму, а й творить з нею естетичну єдність, що надає твору додаткової поетичної енергії. Окрім того, зорова форма може мати самодостатній зміст, особливо у випадках, коли вона має більш графічне вирішення. Зорову форму можна розглядати як поетичний засіб на рівні з елементами просодії і троп. Як синтетичне утворення зорова поезія різною мірою поєднує літературні й зорові елементи, на основі чого виникають її різновиди.

## Історія зорової поезії
Перші зразки зорової поезії відомі з античної літератури (Фестський диск, 1700 р. до н. е.; Вавилонський акровірш, акровіршеві псалми). Значний вплив на становлення зорової поезії мали теоретичні принципи Сімоніда (його вислів «малюнок є німа поезія, а поезія промовистий малюнок» перефразована Горацієм як «малюнок — та сама поезія»). Як більш усталена традиція зорова поезія постала в IV ст. до н. е. у творчості таких авторів, як Сіміас Родоський (фігурні вірші у вигляді сокири, яйця, крил), Теокріт (сірінга), Досіад (вівтар), Безантіній (вівтар). Зорові форми в поезії середньовіччя набрали абстрактніших ознак, більш відповідаючи суті християнської релігії, що зверталася до сил невидимих, недосяжних, до Бога (вірш-квадрат, виділений вірш). Становлення зорової поезії у багатьох європейських літературах відбулося у період Відродження. Однак найсприятливішим ґрунтом став період бароко з його особливою увагою до форми, синтезу, універсальності, декоративності, консептизму та ін. Зорова поезія у двох її різновидах — курйозній та емблематичній — включалася до латиномовних поетик, що вивчалися у школах та університетах Європи. Крім релігійних, зорові образи відтворювали теми повсякденного життя (меч, прапор, спис, амфора, гаманець, дерево, птах), великих суспільних змін (сонце, зірка, глобус), кохання (серце, троянда, весільний келих), увічнення пам'яті (піраміда, колона), присвяти на якусь подію, прославляння людських чеснот тощо.

## Зорова поезія в давній українській літературі
На українському ґрунті окремі елементи зорової поезії з'явилися з появою писемності в Київській Русі (декоративне оформлення літер, фігурний текст, написи на предметах). Проте як цілісне явище зорова поезія почала формуватися у сприятливій атмосфері ренесансу й розвитку шкіл із другої половини XVI ст., зокрема у творчості багатьох авторів (Григорій Чуй, Степан Беринда, Лазар Баранович, Димитрій Туптало, Атанасій Кальнофойський, Митрофан Довгалевський, Григорій Сковорода та ін.). Найбільшим практиком у давній українській зоровій поезії вважається Іван Величковський, який у збірці «Млеко од овці пастору належноє» (1691) теоретично обґрунтував явище зорової поезії і подав приклади понад 20 жанрів (фігурний, узгоджений, співвідносний, онограматичний, квадратний, числовий, раковий вірші, вірш-лабіринт та ін.).

## Модерна зорова поезія

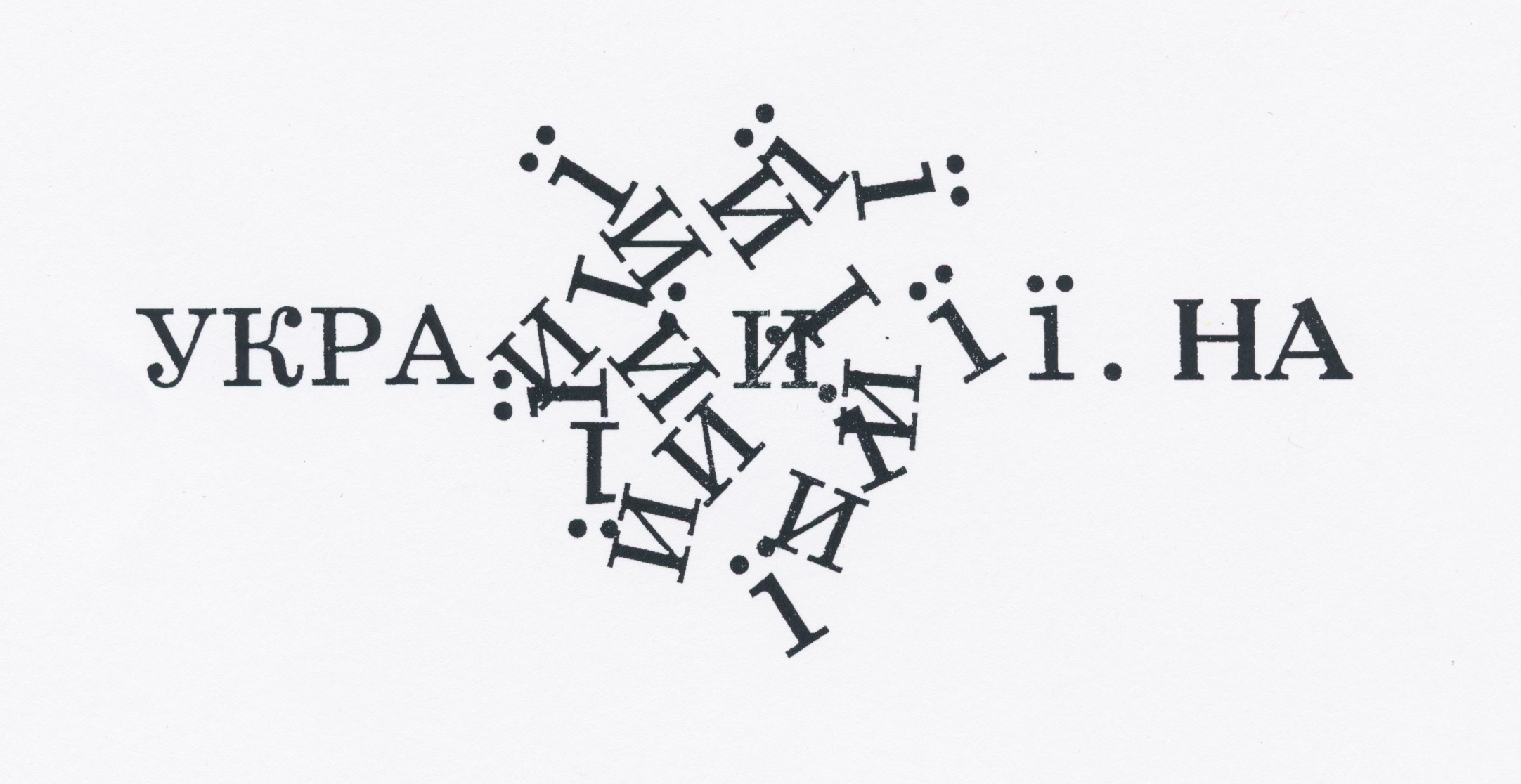
Микола Сорока. Ще не вмерла Україна.

Наступний етап у розвитку зорової поезії пов'язаний з модерними напрямами в мистецтві початку ХХ ст. — футуризмом, дадаїзмом, сюрреалізмом. Модерністи, часто заперечуючи традиційні мистецькі форми, шукали нових, тож надавали зоровій стороні значної уваги (використання різних кольорів, шрифтів, чисел, знаків тощо). Найвпливовішим модерним практиком вважається французький поет Ґійом Аполлінер, який видав збірку «Calligrammes» (1918). В українській літературі цього періоду зорова поезія найвиразніше проявилася у творчості футуристів, лідер яких Михайль Семенко видав дві збірки «поезомалярств» — «Каблепоема за океан» (1920–21) і «Моя мозаїка» (1922); Андрій Чужий зробив спробу використати зорові елементи в прозовому творі («Ведмідь полює за сонцем», 1927–28).
Новий міжнародний напрям у зоровій поезії — конкретна поезія — пов'язують з аванґардом 1950-60-х рр., що продовжив відхід від традиційної поетики до графічного елементу як структурної одиниці, зосередившись на просторовому співвідношенні, динаміці статичного тексту і «знайденій поезії».
В українській літературі радянського періоду зорова поезія трактувалася як прояв формалізму і тому функціонувала спорадично — у творах для дітей, перекладах та в засекреченому вигляді (коли зоровий образ був непомітний на перший погляд). Від 1960-х рр. її традицію розвивали поети української діаспори (Зиновій Бережан, Любомир Госейко, Емма Андієвська, Ярс Балан).
В материковій Україні її поширення почалося з представників  андеграундного мистецтва 1970-90-х.     Зорову поезію створювали   концептуаліст  Вілен Барський ,  метареаліст  Рафаель Левчин та інші, які починали працювати в   Києві, а потім переїхали до інших  країн.  Подальший  розвиток цього напрямку пов'язаний з поступовою нормалізацією літературного процесу, появою збірок Миколи Мірошниченка «Око» (1989), Миколи Луговика «Скрипка для Орфея» (1991), Віктора Мельника «Вишуки» (1992), Миколи Сороки «Ще не вмерла Україна» (1994), Романа Садловського «Сонні сонця» (1996) та «Два вікна» (1999), Василя Трубая «Зґвалтована реальність» (1997), Івана Іова «Періодична система слів» (1997), Віктора Женченка «Зорова поезія», Мирослава Короля «Час достиглого каміння» (2003), діяльності літературних груп «Геракліт» та «Лугосад» (Іван Лучук, Назар Гончар і Садловський), а також зорових поезій у творчості численних авторів, як-от Микола Сарма-Соколовський, Анатолій Ткаченко, Михайло Саченко, Юрко Ґудзь, Іван Трач, Богдан Савицький, Андрій Антоновський, Ірина Кодлубай, Олесь Нога, Володимир Білик, Марія Шунь, Наталія Чорпіта, Ростислав Мельників, Уляна Краковецька, Неда Неждана, Анатолій Перерва, Василь Старун, Михайло Юрик, Юрій Завадський, Дарина Гладун і Лесик Панасюк.
До новаторських спроб належать вірші-писанки Костя Шишка, шахопоезія Анатолія Мойсієнка та звуко-зорова поезія Волхва Слововежі. Твори зорової поезії з'являються в періодичних виданнях, стають предметом численних наукових студій та темою в шкільних програмах. Побачили світ два випуски літературно-мистецького часопису зорової поезії «Зрима рима» (1998 і 1999, засновник Володимир Чупринін), присвячені паліндромам й історії світової зорової поезії, та антологія «Поезографія: сучасна зорова поезія українською мовою» (упорядник Тетяна Назаренко, 2005), в найповнішій антології "У сузір'ї Рака" (2011), представлено більше сорока сучасних авторів.

## Виставки
- «Українська зорова поезія». Український католицький університет св. Клемента (Лондон), 11-13 березня 1994.
- «Contemporary Visual Poems from Ukraine». Ohio State University (Columbus, USA) 31 жовтня-4 листопада 1994.
- «Зорова поезія 1985—1995». Keszthely, Balatoni Museum, 14-28 липня 1995; та Kaposvar, Csokonai Vitez Mihaly Teachers Training College (Угорщина), вересень-жовтень 1995.
- «Українська зорова поезія: від І. Величковського до сьогодення», Спілка письменників України, 10 січня 1995.
- Фестиваль поставанґардного мистецтва. Ґалерея спілки київських художників, 30-31 травня 1996.
- Виставка зорової поезії під час міжнародної конференції зорових мистецтв «Eye Rhymes», Едмонтон, Альбертський університет, 12-16 червня 1997.
- «Актуальне мистецтво». Виставка зорової поезії з нагоди Дня української писемності та мови. Інститут філології КНУ ім. Тараса Шевченка, листопад 2011. [Архівовано 23 листопада 2017 у Wayback Machine.]
- «Демонізація». Віртуальна персональна виставка візуальної поезії Лесика Панасюка і Дарини Гладун до 85 річниці Голодомору, 2018.[2]
- «Скляний дім». Персональна виставка візуальної поезії Лесика Панасюка і Дарини Гладун (у рамках BAZHAN residency), Кам'янець-Подільський, 14–20 червня 2023.[3]